# Griro
Griro București este o companie producătoare de mașini și utilaje industriale din România.
Compania produce utilaje pentru industria chimică, a gazelor naturale și energetică.
Proprietarii companiei sunt Fathi Taher și Nicolae Badea (președintele clubului de fotbal Dinamo) care controlează Griro prin intermediul firmelor Relco și Laminate.
Cifra de afaceri:
- 2008: 20 milioane euro[4]
- 2006: 57,8 milioane lei (18,5 milioane euro)[3]
- 2005: 30,3 milioane lei[3]